# Khí cầu nhỏ lớp L
Khí cầu nhỏ lớp L là lớp khí cầu huấn luyện của Hải quân Hoa Kỳ trong Chiến tranh thế giới II.

## Quốc gia sử dụng
Hoa Kỳ
- Hải quân Hoa Kỳ

## Tính năng kỹ chiến thuật (L-4)
Đặc điểm tổng quát
- Kíp lái: 2
- Chiều dài: 147 ft 6 in (44.97 m)
- Đường kính: 39 ft 10 in (12.14 m)
- Chiều cao: 34 ft 0 in (16.46 m)
- Thể tích: 123,000 ft3 (3,482 m3)
- Lực nâng có ích: 2,540 lb (1,152 kg)
- Động cơ: 2 × Warner R-500-2, 145 hp (108 kW) mỗi chiếc

Hiệu suất bay
- Vận tốc cực đại: 61 mph (96 km/h)
- Vận tốc hành trình: 46 mph (74 km/h)
- Tầm bay: 2,205 dặm (3,537 km)
- Thời gian bay: 11 giờ  54 phút